# Ra’na
Ra’na (arab. رعنة) – nieistniejąca już arabska wieś, która była położona w Dystrykcie Hebronu w Mandacie Palestyny. Wieś została wyludniona i zniszczona podczas I wojny izraelsko-arabskiej, po ataku Sił Obronnych Izraela w dniu 22 października 1948.

## Położenie
Ra’na leżała na przedgórzu Judei, w odległości 26 kilometrów na północny zachód od miasta Hebron. Według danych z 1945 do wsi należały ziemie o powierzchni 692,5 ha. We wsi mieszkało wówczas 190 osób.
| własność gruntów | powierzchnia gruntów (hektary) |
| ---------------- | ------------------------------ |
| Arabowie         | 692,3                          |
| publiczne        | 0,2                            |
| Razem            | 692,5                          |

| Rodzaj użytkowanych gruntów | (hektary) |
| --------------------------- | --------- |
| uprawy oliwek               | 14,6      |
| uprawy nawadniane           | 11,2      |
| uprawy zbóż                 | 588,2     |
| nieużytki                   | 91,7      |
| zabudowane                  | 1,4       |

## Historia
W okresie panowania Brytyjczyków Ra’na rozwijała się jako niewielka wieś.
Podczas I wojny izraelsko-arabskiej w maju 1948 wieś zajęły wojska egipskie. Stacjonowały w niej siły arabskich ochotników. W trakcie operacji Jo’aw w dniu 22 października Izraelczycy zajęli wieś Ra’na. Wysiedlono wówczas jej mieszkańców, a wszystkie domy wyburzono

## Miejsce obecnie
Teren wioski Ra’na pozostaje opuszczony, a ziemie uprawne zajęły utworzone w 1946 kibuc Galon, w 1955 moszaw Luzit i w 1957 kibuc Bet Nir.
Palestyński historyk Walid Chalidi, tak opisał pozostałości wioski Ra’na: „Teren jest ogrodzony drutem kolczastym i porośnięty częściowo przez kaktusy i drzewa chleba świętojańskiego. Po domach pozostał gruz”.